# Planetentransit

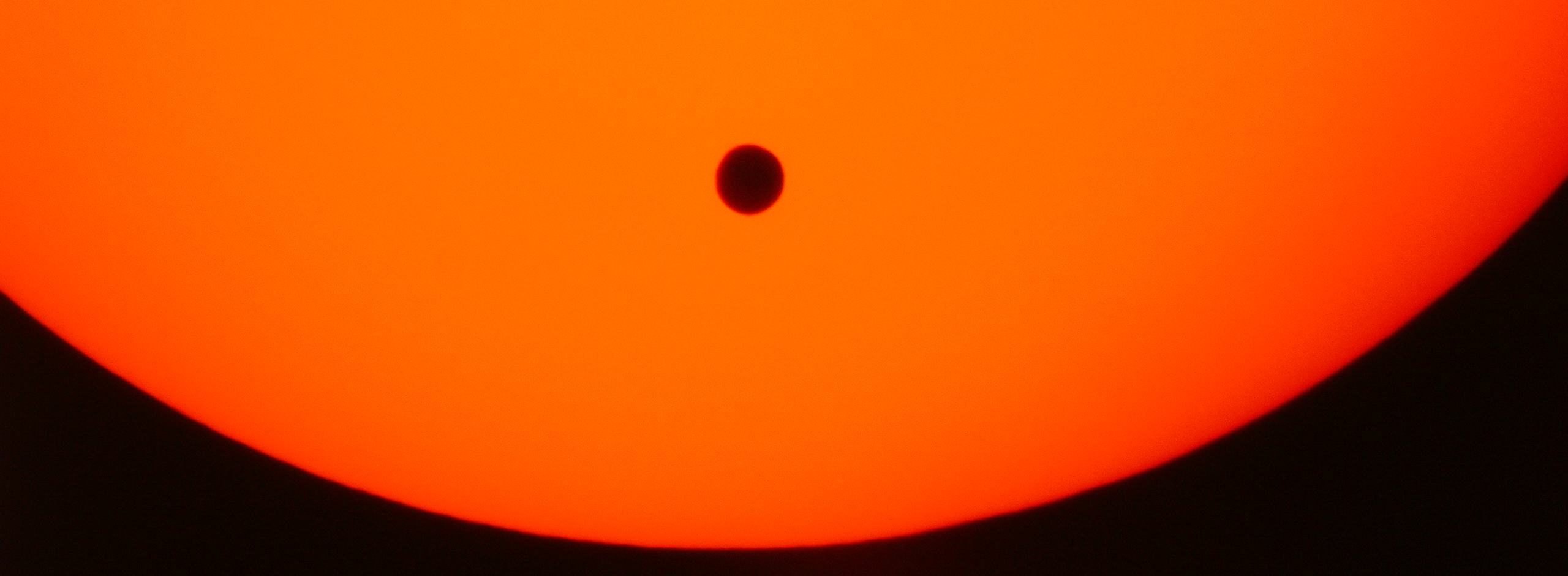
Venustransit am 8. Juni 2004 um 10:19 Uhr MESZ – Venus vollständig auf Sonnenscheibe

Einen Planetentransit oder Planetendurchgang nennt man das Vorüberziehen eines Planeten vor der Sonne von einem gegebenen Standort aus. Der vorüberziehende Planet erscheint dabei als schwarzes Scheibchen. Für einen Durchgang müssen zwei Bedingungen erfüllt sein:
- Standort- und Transitplanet müssen mit der Sonne in unterer Konjunktion („in einer Reihe“) stehen, d. h., die beiden Planeten haben gleiche ekliptikale Länge.
- Während der Konjunktion muss die ekliptikale Breite hinreichend klein sein, da sonst die Scheibe des Transitplaneten über oder unter der Sonnenscheibe vorbeiläuft. Die geometrischen Betrachtungen hierzu sind erheblich aufwändiger.

Von der Erde aus gesehen sind zwei Arten eines Planetentransits möglich:
1. der Merkurtransit, 13- bis 14-mal pro Jahrhundert
2. der Venustransit, 2-mal in etwa 120 Jahren

Außer dem innersten Planeten Merkur kann jeder Planet Standortplanet eines Planetentransits sein, z. B.:
1. Erddurchgang vom Mars
2. Jupiterdurchgang von Saturn, Neptun oder Uranus aus

Durch Beobachtung der Venusdurchgänge von 1761 und 1769 von verschiedenen Punkten der Erde aus konnte die Entfernung zwischen Erde und Sonne bestimmt werden. Daneben wurde vor allem im 18. und 19. Jahrhundert immer wieder über Transite unbekannter Himmelskörper vor der Sonne berichtet, die man einem hypothetischen intramerkuriellen Planeten zuschrieb, dem man den Namen Vulkan gab.
Am 11. November 2019 fand der letzte von Europa aus beobachtbare Merkurtransit statt, am 6. Juni 2012 der letzte beobachtbare Venusdurchgang. Der Merkurdurchgang am 8. November 2006 war von Europa aus nicht sichtbar.